# Fridolin Blumer
Fridolin, dit Fritz Blumer (Schwanden, 31 août 1859 - Montoie, 30 mai 1934,), est un pianiste virtuose d'origine suisse.
Il est professeur de musique et d'harmonie au Conservatoire de musique de Strasbourg de 1886 à 1913. Il épouse Jeanne Bucher en 1895, de douze ans sa cadette.
Il avait une sœur, Jeanne Blumer, également professeur de musique,.